# Manhattan (film)
Manhattan is een Amerikaanse romantische komedie uit 1979 van regisseur en scenarist Woody Allen, die tevens de hoofdrol vertolkt. De hoofdrollen worden vertolkt door onder anderen Diane Keaton, Michael Murphy en Mariel Hemingway. De film werd genomineerd voor twee Oscars.

## Inhoud
Isaac Davis (Allen) is 42 en terwijl zijn ex-vrouw Jill (Meryl Streep) met een andere vrouw samenwoonde, begon hij een relatie met de 17-jarige Tracy (Hemingway). Hoewel heel Isaacs vriendenkring positief reageert op z'n relatie met Tracy, lijkt hij de enige te zijn die moeite heeft met hun leeftijdsverschil. Op een avond besluit hij samen met Tracy, z'n goede vriend Yale (Murphy) en diens maîtresse Mary (Keaton) op stap te gaan. Hoewel de levensvisies van Mary en Isaac niet overeenkomen, spreken de twee meerdere keren samen af. Mary lijdt onder het feit dat Yale niet altijd beschikbaar is en ze wil niet langer dat Yales huwelijk in de weg staat van hun relatie. Isaac zelf voelt steeds meer voor Mary en grijpt z'n kans wanneer Yale zijn relatie met Mary beëindigt.
Ondertussen probeert Isaac z'n ex-vrouw Jill te overtuigen geen boek te schrijven over hun vroegere huwelijk. Maar Jill lijkt niet van gedachten te veranderen. Isaac wordt helemaal gek wanneer hij later ook ontdekt dat het boek verfilmd gaat worden. Hij stormt naar Mary om het nieuws te vertellen maar krijgt er de kans niet toe. Mary wil eerlijk zijn en zegt dat ze nog steeds iets voor Yale voelt. Isaac is geschrokken en moet nu kiezen voor hetgeen hij het meeste haat en het liefste zou doen: terugkruipen naar de 17-jarige Tracy, die bij nader inzien altijd degene was die hij het liefste zag.

## Rolverdeling
| Acteur             | Personage           |
| ------------------ | ------------------- |
| Woody Allen        | Isaac Davis         |
| Diane Keaton       | Mary Wilkie         |
| Michael Murphy     | Yale Pollack        |
| Mariel Hemingway   | Tracy               |
| Meryl Streep       | Jill Davis          |
| Anne Byrne         | Emily Pollack       |
| Michael O'Donoghue | Dennis              |
| Wallace Shawn      | Jeremiah            |
| Karen Ludwig       | Connie              |
| Michael O'Donoghue | Dennis              |
| Tisa Farrow        | genodigde           |
| Raymond Serra      | ober in pizzeria    |
| Bella Abzug        | eregast             |
| Charles Levin      | acteur              |
| Karen Allen        | actice              |
| David Rasche       | acteur              |
| Mark Linn-Baker    | Shakespeare acteur  |
| Frances Conroy     | Shakespeare actrice |

## Feiten
- Keaton en Allen werkte eerder samen aan Play It Again, Sam (1972), Sleeper (1973), Love and Death (1975) en Annie Hall (1977) .
- In deze film uit Woody Allen zijn liefde voor zijn geboortestad New York. Daarom maakte hij voor het eerst in zijn carrière gebruik van het widescreen-formaat om te filmen.
- De film werd genomineerd voor twee Oscars: voor Beste Scenario (Allen) en Beste Actrice in een Bijrol (Hemingway).
- Na de opnames zei Allen dat dit zijn minst favoriete film was die hij ooit regisseerde. Commercieel gezien werd het wel zijn beste film.
- Mariel Hemingway, de zestienjarige actrice die Tracy speelde, had nog nooit iemand gekust en was doodsbenauwd voor de zoenscène met de zesentwintig jaar oudere hoofdrolspeler en regisseur.